# Halsey (cantante)
Ashley Nicolette Frangipane (Edison, Nueva Jersey; 29 de septiembre de 1994), más conocida por su nombre artístico Halsey, es una cantante, actriz, activista, compositora y directora de videos estadounidense. Ha recibido varios premios, incluidos tres Billboard Music Awards, un Billboard Women in Music Award, un American Music Award y hasta tres nominaciones a los premios Grammy. Fue incluida en la lista anual de la revista Time dentro de las 100 personas más influyentes del mundo en 2020.
Hasta 2020, sus discos publicados han vendido más de un millón de copias y recibió más de seis mil millones de reproducciones en los Estados Unidos. Además de la música, Halsey es una activista, ha estado involucrada en la concientización sobre la prevención del suicidio, la defensa de las víctimas de agresión sexual y las protestas por la justicia racial. Los tres compañeros de banda de Halsey aparecen en tres álbumes de estudio, excepto Manic y If I Can’t Have Love, I Want Power, ya que están ausentes en esos dos álbumes, siendo Halsey el único miembro consistente.

## Biografía
Ashley Nicolette Frangipane nació el 29 de septiembre de 1994 en Nueva Jersey. Sin embargo, se identifica más con la ciudad de Nueva York. Tiene dos hermanos menores, su padre es afroamericano y su madre caucásica. Se inició en el mundo de la música mientras crecía, originalmente tocando el violín, la viola, y el violonchelo hasta que cambió estos instrumentos por la guitarra acústica cuando tenía 14 años. Al principio planeó especializarse en Bellas Artes e ir a la universidad, pero después de darse cuenta de que no podía permitírselo, debido a los costos, se inscribió en un colegio comunitario para estudiar composición, con la que encontró una conexión después de su primer semestre.

## Carrera artística

### 2012–2013: Inicios y primeros años
Frangipane comenzó a escribir música cuando tenía 17 años y, en 2012, comenzó a publicar videos en sitios de redes sociales como YouTube y Kik, y en particular en Tumblr, bajo el nombre de usuario se7enteenblack. Se hizo conocida por una parodia de la canción de Taylor Swift "I Knew You Were Trouble", inspirada en la relación de Swift con Harry Styles. Luego escribió una canción de seguimiento sobre su relación, que se publicó en línea a principios de 2013.
A principios de 2014, Frangipane fue a una fiesta y conoció a un "chico de la música" que le pidió que colaborara en una canción con él porque le gustaba su voz. El resultado, una canción sobre su exnovio, titulada "Ghost", fue publicada por Frangipane en SoundCloud varias semanas después de su grabación. En cuestión de horas, la canción ganó popularidad en línea y posteriormente varios sellos discográficos la contactaron, y la canción finalmente llegó a las listas y llegó a la radio. Firmó con Astralwerks, sintiendo que le daban más libertad creativa que otros sellos que la contactaron.
Después de esto, Frangipane tocó numerosos espectáculos acústicos en diferentes ciudades bajo varios nombres artísticos. Eligió Halsey como su nombre artístico permanente porque es un anagrama de su nombre y también es una referencia a la estación Halsey Street del metro de Nueva York en Brooklyn, lugar donde pasó mucho tiempo como adolescente. Después de haber escrito poemas durante años, Halsey comenzó a escribir canciones más serias como una forma de promocionarlas. La música se convirtió en su "aproximación confesional" y una forma de terapia después de la difícil vida que había soportado.

### 2014–2016:Room 93yBadlands

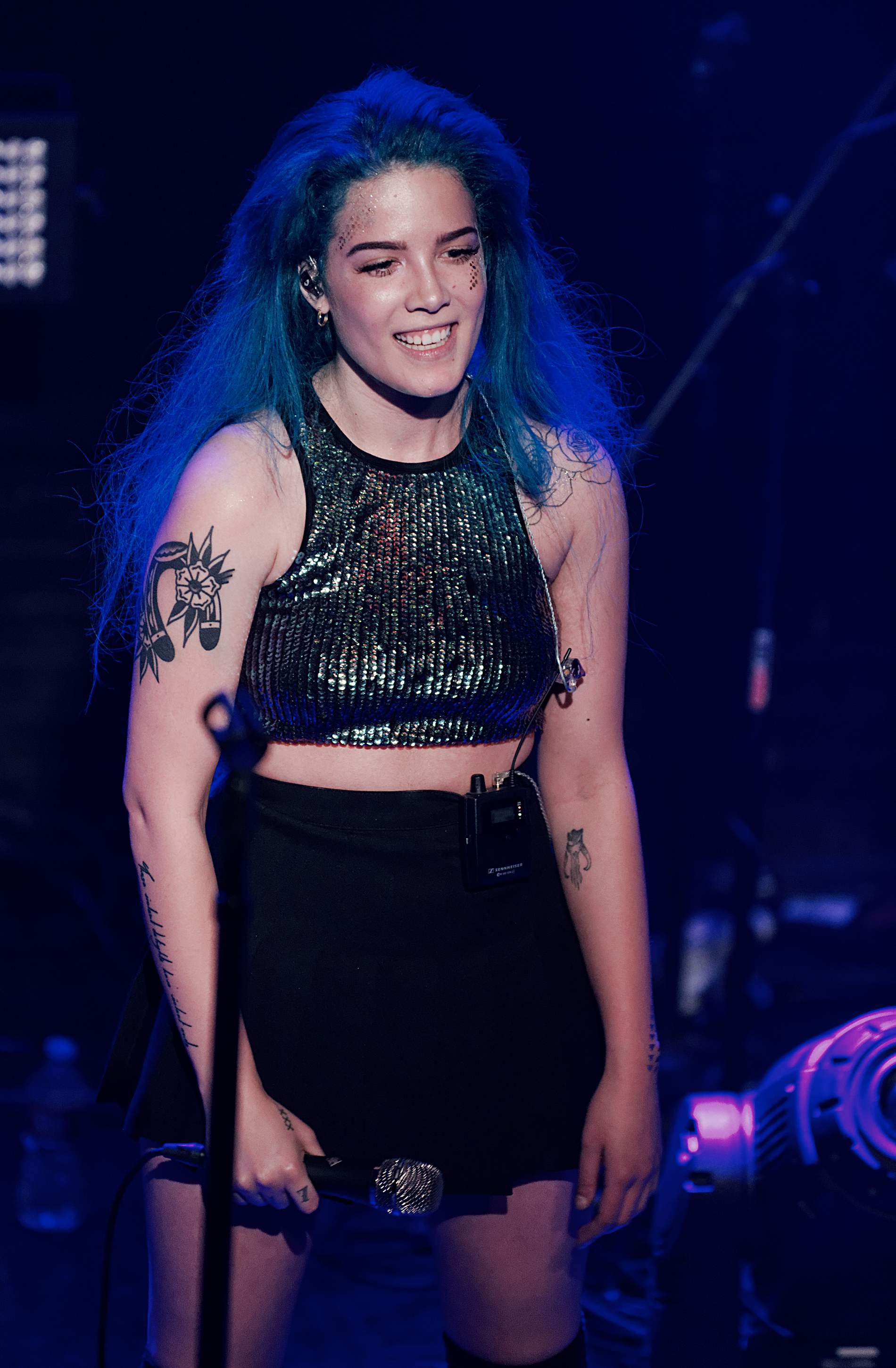
Halsey en 2015

En 2014, Halsey grabó una canción llamada «Ghost» y la publicó en su cuenta de SoundCloud. Posteriormente la canción hizo que ganara atención, y después de varias reuniones con distintas discográficas, firmó un contrato con Astralwerks. Seguidamente, lanzó Hurricane como su sencillo debut para poco después lanzar su EP debut titulado Room 93 (EP) el 28 de octubre de 2014. El EP fue "visual" ya que contenía vídeos adicionales para cuatro de las cinco canciones que lo componen. Además, en marzo de 2015, Halsey fue la persona más comentada en línea durante el evento South by Southwest.
Actuó como apertura de la banda The Kooks durante su gira en 2014, también recorrió varias ciudades de Estados Unidos en marzo y abril de 2015 como parte de su gira The American You(th) Tour, en compañía de la banda Young Rising Sons y Olivver the kid como invitado especial. Incluyó algunas de sus nuevas canciones en su repertorio para los conciertos, entre ellas se mencionanː «Colors», «Control», «Castle», «Haunting» y «Roman Holiday».
El 2 de junio de 2015 lanzó su primer sencillo promocional «Hold Me Down» mediante su canal en Youtube, y también reveló la portada y lista de canciones de su nuevo álbum.
Halsey acompañó a la banda Imagine Dragons durante la etapa norteamericana de su gira Smoke and Mirrors Tour entre el 3 de junio y 1 de agosto de 2015. También ha aparecido en algunas entrevistas y presentaciones, entre ellos Last Call with Carson Daly.
El 28 de agosto de 2015 publicó su álbum debut Badlands, confirmado en una entrevista para la revista Teen Vogue.. El álbum logró posicionarse en listas de varios países del mundo y logró vender 141 000 copias durante su primera semana; con esto, el álbum se convirtió en el segundo álbum debut femenino más vendido del 2015 y tercero en general.

### 2017:Hopeless Fountain Kingdom
Halsey hizo referencia por primera vez a Hopeless Fountain Kingdom en 2014, publicando en Twitter "(and the kingdom)" y durante 2016 en su presentación en el Madison Square Garden, puso en las pantallas la frase "you can find me in the Kingdom". En febrero, invitó a más de 100 fanáticos en Londres a una iglesia, para escuchar 4 canciones del álbum.
En marzo, múltiples cuentas misteriosas en Twitter conectadas a Halsey salieron a la luz, haciendo referencia a dos personas llamadas Luna y White Nite, y dos casas, una llamada "House of Angelus" y la otra "House of Aureum", en referencia a los dos bandos de Romeo y Julieta.

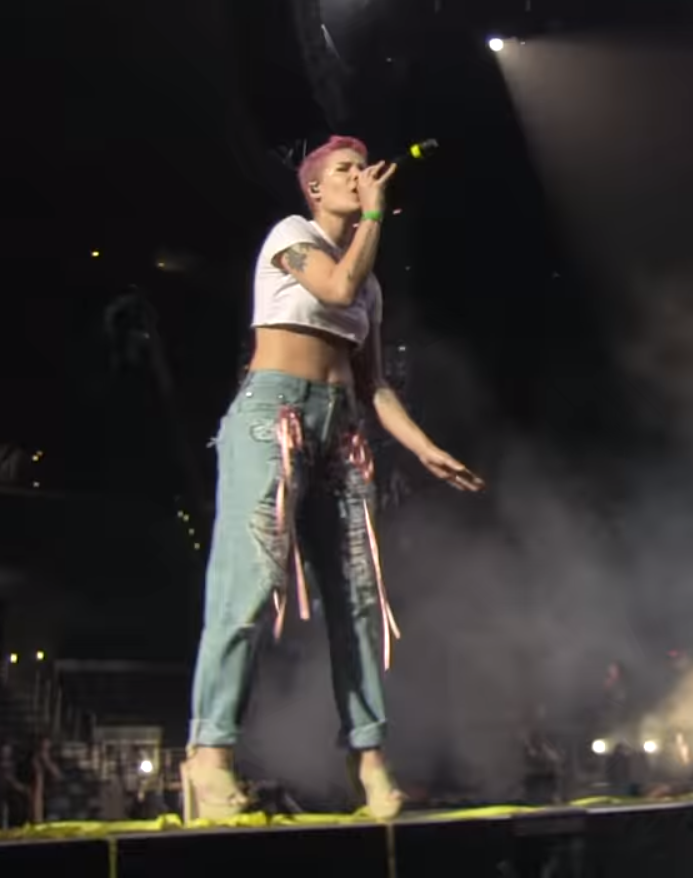
Halsey en un concierto en 2017

El álbum fue anunciado el 7 de marzo de 2017 a través de su cuenta de Twitter, junto con una fotografía de ella desnuda con una rosa, y el 23 de marzo, anunció que el álbum saldría a la venta el 2 de junio de 2017. El primer sencillo del álbum fue Now Or Never lanzado el 4 de abril de 2017, este logró ser el sencillo más vendido de Halsey en su primera semana y debutó en el puesto número cincuenta del Billboard Hot 100 y semanas después logró alcanzar la posición número diecisiete. Además de esto, también alcanzó buenas posiciones en países como Australia y Canadá en donde fue certificada con disco de oro. Posteriormente, lanzó dos sencillos promocionales para el álbum, Eyes Closed y Strangers contando con la colaboración de la integrante de Fifth Harmony, Lauren Jauregui la cual logró ingresar en el Billboard Hot 100 en la posición número 100 sin ningún tipo de promoción, después de esto, la cantautora estrenó como segundo sencillo oficial de la era el tema Bad at love, el cual se convirtió en el segundo sencillo más vendido en solitario de la cantante, llegó a la posición número cinco del Billboard Hot 100 singles.
El 2 de junio fue lanzado «Hopeless Fountain Kingdom» y logró debutar en el número 1 de Estados Unidos siendo así el primer álbum femenino en debutar en la cima del Billboard 200 en 2017 y el primero desde Joanne de Lady Gaga. El álbum también fue número 1 en Canadá y top 15 en otros once países más. El álbum también logró certificar oro en los Estados Unidos por llegar a la cifra de 500.000 unidades en dicho país. El álbum llegó a la posición número uno de iTunes en más de 30 países.

### 2018–2021:ManicyIf I Can't Have Love, I Want Power

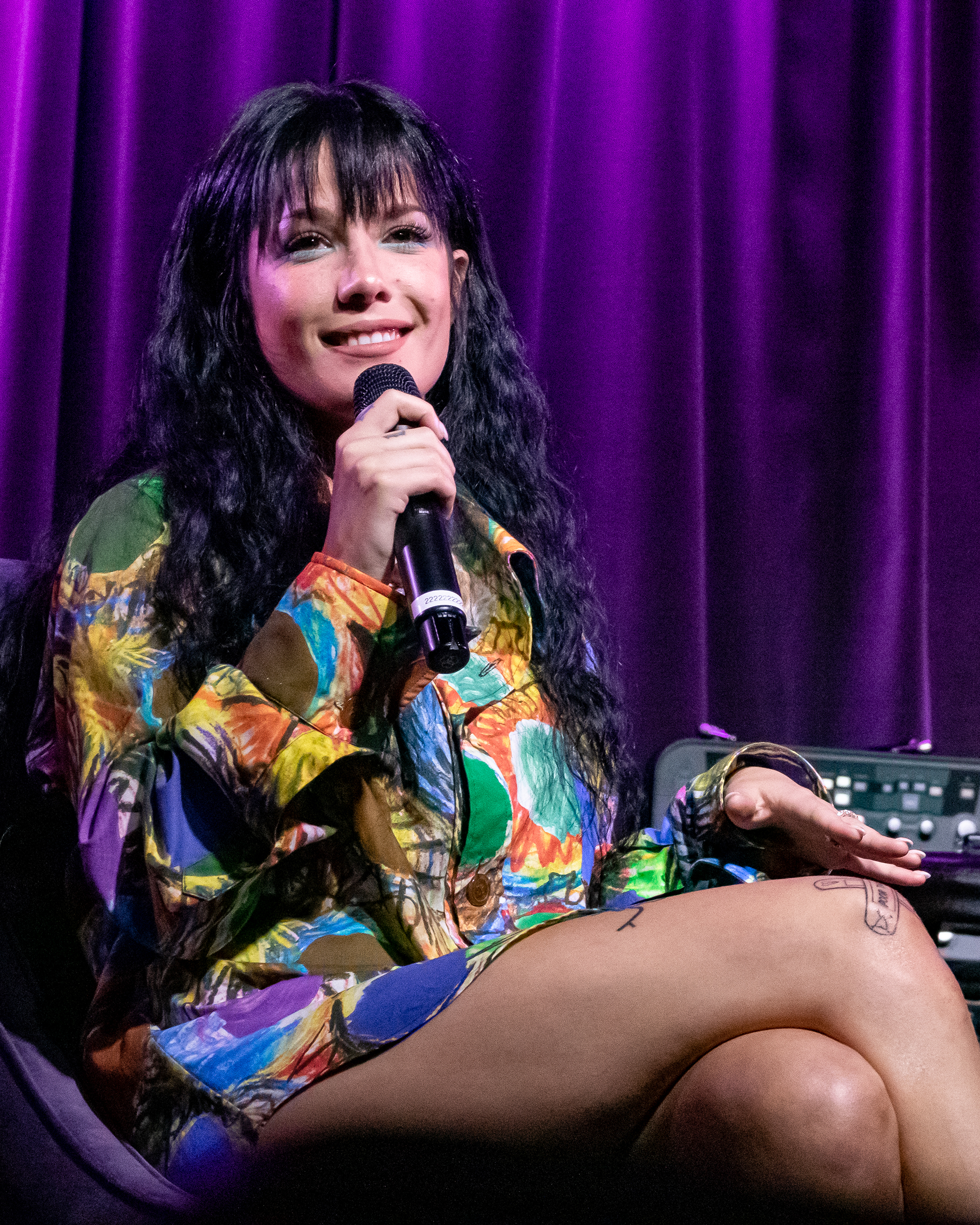
Halsey en 2019

Durante una presentación en Londres el 23 de septiembre de 2018, estrenó una visual de la canción «Without Me», después anunció que sería lanzado el 4 de octubre como el primer sencillo principal de su próximo álbum de estudio. La canción se convirtió en el segundo número uno para Halsey y el primero en solitario en el listado Billboard Hot 100 de Estados Unidos, anteriormente había logrado liderarlo con «Closer» junto a The Chainsmokers en 2016. Alcanzó los tres primeros lugares del Reino Unido, Malasia, Australia, Canadá, Nueva Zelanda e Irlanda, además de conseguir el certificado triple platino en los Estados Unidos, platino en el Reino Unido y cinco de platino en Australia y Canadá.
En marzo de 2019, la cantante anunció que su próximo tercer álbum de estudio se lanzaría en 2019, comentando que quiere que sea perfecto. En mayo de 2019, Halsey publicó un enlace en sus redes sociales, dirigiendo a los usuarios al sitio web "nightma.re" para que se suscribieran y recibir alertas por correo electrónico, así como también les pedía que compartieran cuál es su peor pesadilla. Luego anunció que su próximo sencillo será «Nightmare», la canción se lanzó el 17 de mayo del mismo año. En una entrevista para Rolling Stone en junio de 2019, la cantante comentó que su próximo álbum fue compuesto durante un episodio de trastorno bipolar. Durante una sesión de preguntas y respuestas el 7 de agosto de 2019 en el Congreso anual del Capitolio, la intérprete declaró que el álbum es «un mundo de fantasía menos distópico» y que refleja su visión actual.
Colaboró con BTS en la canción Boy with Luv que fue lanzada digitalmente el 12 de abril de 2019 como el sencillo principal del sexto EP del grupo, Map of the Soul: Persona. También participó del vídeo musical oficial que fue publicado en YouTube el 12 de abril y de la presentación del tema en los Billboard Music Awards 2019.
El 3 de septiembre de 2019, reveló la portada de su segundo sencillo del álbum «Graveyard» en sus redes sociales. El 11 de septiembre publicó un adelanto en sus redes sociales que contenía una secuencia del video musical, así como una parte de la letra de la canción. Ese mismo día, presentó por primera vez el tema en el espectáculo de Rihanna "Savage X Fenty Fashion Show", realizado en el Barclays Center de Brooklyn.

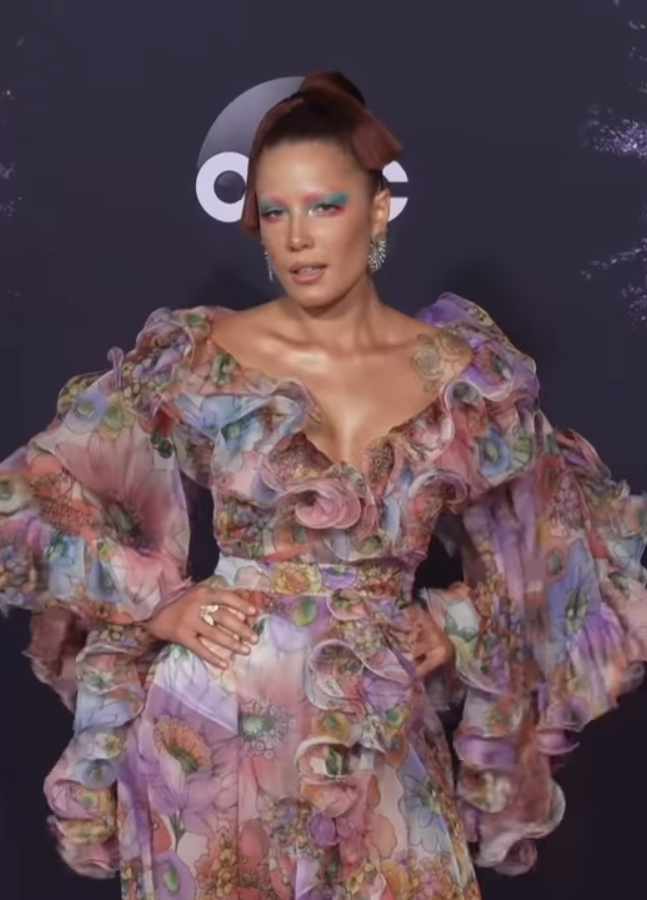
Halsey en los AMAs 2019

El 13 de septiembre de 2019, la intérprete reveló que su próximo álbum se titula Manic en sus redes sociales, además de añadir un enlace oficial a un sitio web con el título del álbum. Dicho sitio, contiene una transmisión en vivo de Halsey pintando un enorme retrato, el título contiene la frase "Graveyard Out 9/13" la fecha de lanzamiento de su sencillo «Graveyard» publicado el mismo día. Adicionalmente, anunció que el álbum se espera que sea lanzado el 17 de enero de 2020, además de revelar las dos primeras canciones «Without Me» y «Graveyard».
Para la promoción de su próximo álbum, anunció la gira Manic World Tour a través de sus redes sociales el 23 de septiembre de 2019. Por ahora, la gira está programada para comenzar en Madrid, España el 6 de febrero de 2020, y finalizará en Mánchester, Reino Unido, el 12 de marzo de 2020. El tercer sencillo del material «Clementine» se estrenó 29 de septiembre de 2019, en el día de su cumpleaños número veinticinco. El video musical de se estrenó el mismo día y fue dirigido por Dani Vitale. El 25 de enero de 2020, volvió a aparecer en Saturday Night Live donde interpretó dos canciones de su nuevo álbum Manic, «You Should Be Sad» y «Finally // Beautiful Stranger».
En diciembre de 2019, apareció en el EP de la banda británica Bring Me the Horizon Music to Listen To.... El cantante de BMTH, Oliver Sykes, más tarde provocó colaboraciones adicionales; uno de ellos fue revelado un mes después como la canción «Experiment on Me» producida por Oli Sykes y Jordan Fish para la banda sonora de la película de superhéroes Birds of Prey, que se lanzó el 7 de febrero de 2020. El 28 de abril de 2020, Halsey y Marshmello compartieron un vídeo animado, a través de sus redes sociales, publicando una flor visual cada uno con la leyenda «viernes». Halsey y Marshmello revelaron el título de la canción y la portada (una pintura de una flor con una pegatina rosa), un día después a través de sus redes sociales. Al día siguiente, anunciaron que lanzarían el sencillo «Be Kind» el 1 de mayo de 2020.
El 1 de mayo de 2020 colaboró con el rapero Machine Gun Kelly en el álbum Tickets to My Downfall con la canción Forget me too.
El 28 de junio de 2021, Halsey anunció su cuarto álbum de estudio, If I Can't Have Love, I Want Power, producido por Trent Reznor y Atticus Ross.

### 2022–presente:The Great Impersonatory contrato con Columbia
En enero de 2022, Halsey escribió y produjo el sencillo «So Good». Cuando se retuvo el lanzamiento de la canción debido a que Capitol necesitaba probar la "viralidad" de la canción, Halsey publicó un video de TikTok criticando a Capitol Records el 22 de mayo de 2022 por no poder lanzar "So Good" sin una "campaña que lo acompañe o TikTok". Cinco días antes, sin la aprobación de Capitol, Halsey reprodujo un fragmento de su canción en un vídeo de TikTok. En los días posteriores a su publicación, surgieron dudas sobre si Capitol iba a emprender acciones legales contra ella. La abogada de la industria musical Erin M. Jacobson mencionó en un artículo de TIME que "es raro que un sello demande a uno de sus propios artistas, especialmente cuando el sello planea continuar trabajando con ese artista".
El 24 de febrero de 2023, Halsey lanzó «Die 4 Me». La canción es una versión actualizada y ampliada del verso de Halsey en la canción de Post Malone "Die For Me". El 15 de abril de 2023, Variety anunció que Halsey y Capitol Records se habían separado. El 5 de junio, Halsey y SUGA publicaron su colaboración «Lilith», canción principal para el videojuego Diablo IV. El 14 de junio, se anunció que Halsey había firmado con Columbia Records.
El 4 de junio de 2024, Halsey publicó el sencillo promocional de su próximo álbum de estudio, «The End». El 26 de julio, presentó el primer sencillo del álbum, «Lucky» junto a su videoclip dirigido por Gia Coppola. El 25 de agosto, presentó el segundo sencillo del álbum, «Lonely Is the Muse». Días más tarde, dio a conocer el título de su quinto álbum de estudio, The Great Impersonator. Un álbum descrito como álbum conceptual y que recorrerá sonidos de distintas décadas de la música pop. El álbum fue publicado el 25 de octubre de 2024.
Además, participó en la película de terror de la tirlogía de terror X. Interpretó a Tabby Martin en MaXXXine, película estrenada el 5 de julio de 2024. Halsey anunció el 13 de febrero de 2025, el inicio de una nueva gira por diferentes ciudades de Estados Unidos y Canadá. For My Last Trick: The Tour abarcará desde mayo a julio de 2025.

### Otros proyectos
Halsey ha colaborado con MAC Cosmetics creando un labial en la colección Future Forward, junto a Lion Babe, Tinashe y Dej Loaf.

## Estilo musical e influencias
Mientras crecía, Halsey se vio influenciada por los gustos musicales tanto de su padre como de su madre. Los principales géneros que escuchaba eran el old school rap y el pop, siendo este último el que más la inspiró durante su infancia y el que la llevó hasta donde se encuentra ahora. Ella menciona que no tuvo como modelos a Jimmy Buffett o The Beach Boys ya que sus padres eran muy jóvenes, pero la criaron con la música de bandas como Coldplay y Nirvana. Sin embargo, las artistas que más admira son Alanis Morissette y Amy Winehouse, refiriéndose especialmente a su forma honesta y auténtica al componer temas. Asimismo, admite que una de sus canciones favoritas es «You Oughta Know» de Morissette, a la que describe como «irónica, sin complejos y autobiográfica». Del mismo modo admira a Amy Winehouse. La cantante ha dicho que es un influencia masiva para ella y que «quiere continuar con su mensaje pero a su propia manera».
Otro de los artistas a los que cita es Matty Healy de la banda The 1975, su capacidad para componer y su desinterés son aspectos que ella admira; describe su contenido musical como «lleno de diálogo y lugares». De la misma manera, comentó que crea una imagen honesta y auténtica en sus canciones, aludiendo: «hace música pop pero sin importar si encaja en la fórmula».
Halsey también menciona a The Cure, Gin Blossoms, Tupac, Biggie, Bone Thugs-N-Harmony y Slick Rick. Los 90s son una época que inspiran su música debido a que las cantautoras femeninas tenían más oportunidades, de acuerdo a lo expresado por ella: «si hubiera nacido hace 20 años, habría sido un éxito hace mucho tiempo.». Halsey además ha señalado públicamente que se inspiró en artistas como Christina Aguilera, Britney Spears, Lady Gaga, Carrie Underwood y Shania Twain.
Su música incorpora los géneros pop e indie principalmente, Halsey se refiere a sí misma como «auténtica». No tiene un rango vocal alto; sus letras honestas y emotivas conectan inmediatamente con las personas, su sonido y sus canciones cuentan historias muy personales. Describe a su contenido musical como algo que trata sobre «tristeza, desamor y sexo», ya que para ella esta línea es casi satírica. Se centra en mantener «una cantidad saludable de vulnerabilidad» mientras conserva la «sensación de conciencia y autenticidad» en su música.

## Activismo
Durante las elecciones presidenciales de 2016 en Estados Unidos, Halsey fue una ávida partidaria de Bernie Sanders e instó a sus seguidores a votar por él. En julio de 2016, ella y otros 26 artistas aparecieron en el sencillo benéfico «Hands», que fue un homenaje a las víctimas del tiroteo en el club nocturno Pulse. Durante las primarias presidenciales demócratas de 2020, Halsey respaldó aún más a Sanders, con un video promocional en colaboración con la campaña de Sanders.
Halsey se identifica como feminista. Después de la Marcha de las Mujeres de 2017, envió un tuit en el que prometía donar un dólar a Planned Parenthood por cada "retuit" que recibiera. Terminó donando 100.000 dólares a la organización. Halsey pronunció un discurso ante más de 200.000 manifestantes en la Marcha de las Mujeres de 2018. En lugar de un discurso tradicional, interpretó un poema de cinco minutos titulado "Una historia como la mía", en el que contó historias personales de agresión y violencia sexual a lo largo de su vida. Su narrativa personal incluyó acompañar a su mejor amiga a Planned Parenthood después de haber sido violada, su relato personal de agresión sexual por parte de vecinos y novios, y mujeres agredidas sexualmente por el médico olímpico Larry Nassar. Completó su discurso solicitando a todas las víctimas de agresión sexual (“negras, asiáticas, pobres, ricas, trans, cis, musulmanas, cristianas”) que se escuchen y se apoyen unas a otras.
En noviembre de 2018, Halsey actuó en el desfile de moda de Victoria's Secret junto a muchos otros artistas, pero en diciembre criticó a la compañía por su falta de inclusión de modelos transgénero en sus diversos desfiles, afirmando, "como miembro de la comunidad LGBT+ "No tolero la falta de inclusión". En mayo de 2020, Halsey, junto con Yungblud, se unió a las protestas en Los Ángeles por la justicia racial tras el asesinato de George Floyd.

## Vida personal
Halsey es abiertamente bisexual y ha anunciado que está reflexionando sobre su identidad de género. A 2021, usa pronombres femeninos y neutros.

### Relaciones personales
En agosto de 2017 inició una relación sentimental con el rapero estadounidense G-Eazy la cual terminaría a inicios de julio de 2018 tras una infidelidad por parte del rapero.
A finales de 2018, comenzó una relación sentimental con el cantante británico Yungblud, la cual acabó por motivos personales a finales de octubre de 2019.
A finales de octubre de 2019, se confirmó que comenzó una relación con el actor Evan Peters, separándose a principios de 2020.
En enero de 2021 anunció su primer embarazo, producto de su relación con el productor y escritor turco Alev Aydin. Su hijo, Ender Ridley Aydin, nació el 14 de julio de 2021. En abril de 2023 se confirmó su ruptura con Aydin.

### Salud
Desde el comienzo de su carrera, Halsey ha sido abierta sobre sus problemas de salud. Halsey reveló que tiene trastorno bipolar. Le diagnosticaron el trastorno mental a los 17 años y dijo que su madre también lo padece. A esa edad intentó suicidarse, lo que llevó a su diagnóstico y a su ingreso durante 17 días en un hospital psiquiátrico. Poco después de su intento de suicidio, comenzó a tener éxito en la industria de la música. Dijo que cantar y actuar la ayudaron a controlar los síntomas que experimenta. A pesar de las luchas que ha enfrentado como resultado de este trastorno del estado de ánimo, ha declarado que acepta ser bipolar porque la hace "realmente empática".
A Halsey le diagnosticaron endometriosis en 2016 y lo hizo público en su red social de Twitter. Ella atribuye un aborto espontáneo que sufrió en 2015 a su endometriosis, y originalmente afirmó en 2016 que se debía a su agitada agenda de giras. Hizo una crónica de su lucha contra la endometriosis en el programa de entrevistas The Doctors en abril de 2018, donde reveló que iba a congelar sus óvulos. También reveló que sufre intolerancia al gluten.
El 4 de junio de 2024, Halsey reveló que le habían diagnosticado lupus y leucemia.

## Discografía
Álbumes de estudio
- 2015: Badlands
- 2017: Hopeless Fountain Kingdom
- 2020: Manic
- 2021: If I Can't Have Love, I Want Power
- 2024: The Great Impersonator

Álbum en directo
- 2020: Badlands-Live from Webster Hall
- 2022: Hopeless fountain kingdom-Live from Webster Hall

EPs
- 2014: Room 93

## Giras musicales

### Como artista principal
- 2015: The American Youth Tour (con Young Rising Sons)
- 2015-2016: Badlands Tour
- 2017-2018: Hopeless Fountain Kingdom World Tour
- 2020: Manic World Tour
- 2022: Love and Power Tour
- 2025: For My Last Trick: The Tour

### Como telonera
- 2014: The Kooks
- 2015: Imagine Dragons-Smoke and Mirrors Tour
- 2015: The Weeknd-The Madness Fall Tour

## Filmografía

### Videos musicales
| Año  | Título de la canción                 | Papel      | Notas                           |
| ---- | ------------------------------------ | ---------- | ------------------------------- |
| 2017 | "Now or Never"                       | Codirector | Codirigido con Sing J Lee       |
| 2017 | "Bad At Love"                        | Codirector | Codirigido con Sing J Lee       |
| 2018 | "Sorry"                              | Codirector | Codirigido con Sing J Lee       |
| 2018 | "Alone" (conBig Sean y Stefflon Don) | Codirector | Codirigido con Hannah Lux Davis |
| 2018 | "Strangers" (con Lauren Jauregui)    | Codirector | Codirigida con Jessie Hill      |
| 2018 | "I Found You" (Benny Blanco)         | Ella misma | Cameo                           |

### Película
| Año  | Título                             | Papel             | Notas                                                          |
| ---- | ---------------------------------- | ----------------- | -------------------------------------------------------------- |
| 2018 | Teen Titans Go! to the Movies      | Wonder Woman      | Rol de voz                                                     |
| 2018 | A Star Is Born                     | Ella misma        | Cameo                                                          |
| 2021 | Sing 2                             | Porsha Crystal    | Rol de voz                                                     |
| 2021 | If I Can't Have Love, I Want Power | Reina Lila/Lilith | Película complementaria de una hora del álbum del mismo nombre |
| 2023 | Americana                          | Mandy Starr       | Protagonista                                                   |
| 2024 | MaXXXine                           | Tabby             |                                                                |

### Televisión
| Año       | Título                                  | Papel                                          | Notas                                                                                               |
| --------- | --------------------------------------- | ---------------------------------------------- | --------------------------------------------------------------------------------------------------- |
| 2016      | Roadies                                 | Ella misma                                     | Episodios: "The Load Out" y "Carpet Season"                                                         |
| 2017      | American Dad! (temporada 4)             | Cindy                                          | Rol de voz, Episodio: "A Nice Night for a Drive"                                                    |
| 2018-2020 | Saturday Night Live                     | Ella misma (intérprete musical / presentadora) | 3 episodios                                                                                         |
| 2018      | RuPaul's Drag Race                      | Ella misma/jueza invitada                      | Episodio: "PharmaRusical"                                                                           |
| 2018      | The Doctors                             | Invitada famosa                                | Episodio: "#10126"                                                                                  |
| 2018      | The Voice                               | Artista invitada/asesora invitada              | Temporada 14: Artista invitada Temporada 15: Asesora invitada del equipo Jennifer/ Artista invitada |
| 2020      | Scooby-Doo and Guess Who?               | Ella misma (voz)                               | Episodio: "The New York Underground!"                                                               |
| 2020      | The Disney Family Singalong: Volumen II | Ejecutante                                     | Especial de televisión                                                                              |
| 2024      | Unnamed Pet Resort Project              | Ten (voz)                                      | Coprotagonista                                                                                      |

### Web
| Año       | Título        | Papel      | Notas                   |
| --------- | ------------- | ---------- | ----------------------- |
| 2019-2020 | Road to Manic | Ella misma | Serie web; 10 episodios |